# St. Mary’s Cathedral (Sandakan)

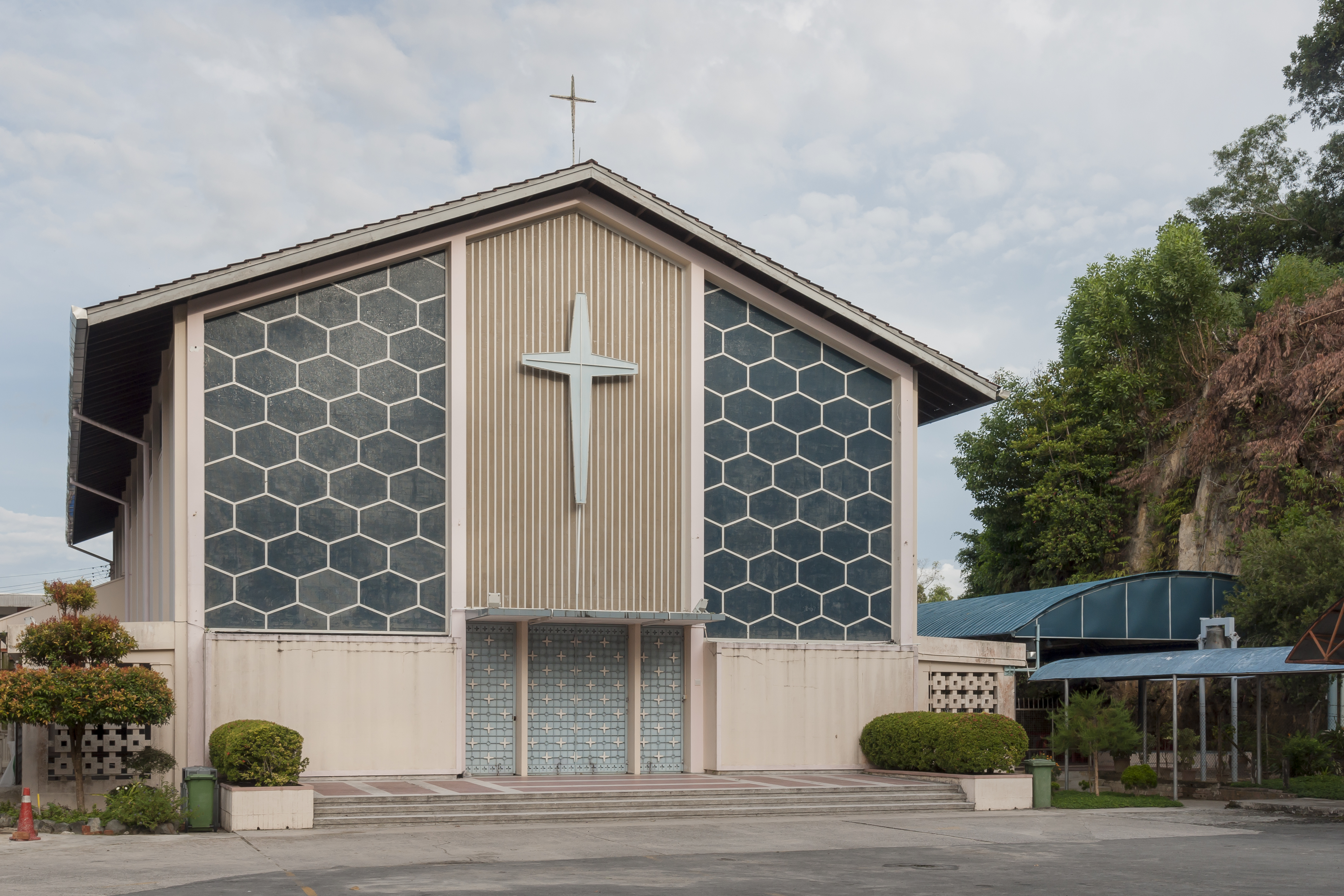
Die Kathedrale St. Mary

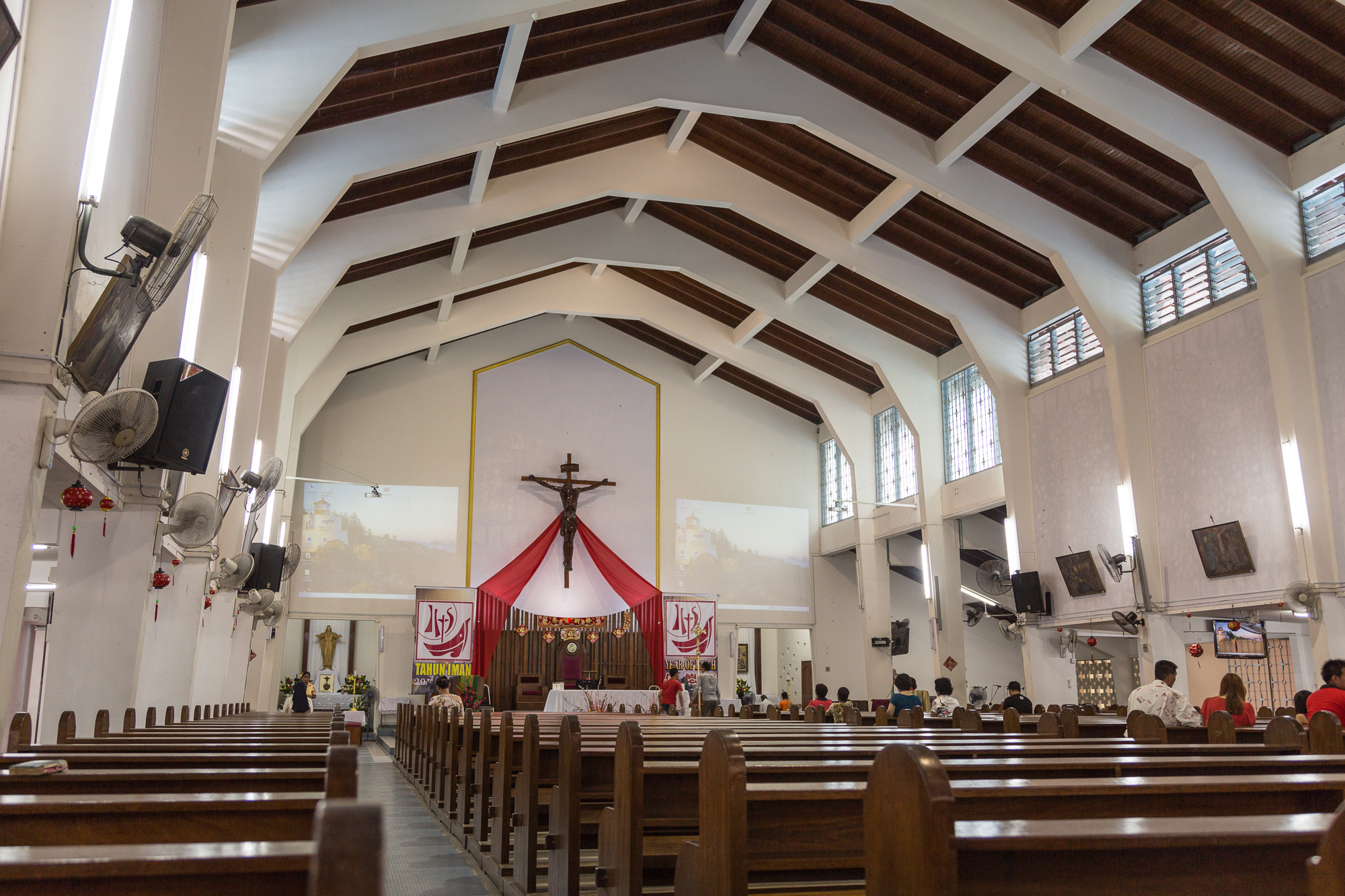
Innenansicht der Kathedrale im Jahr 2013

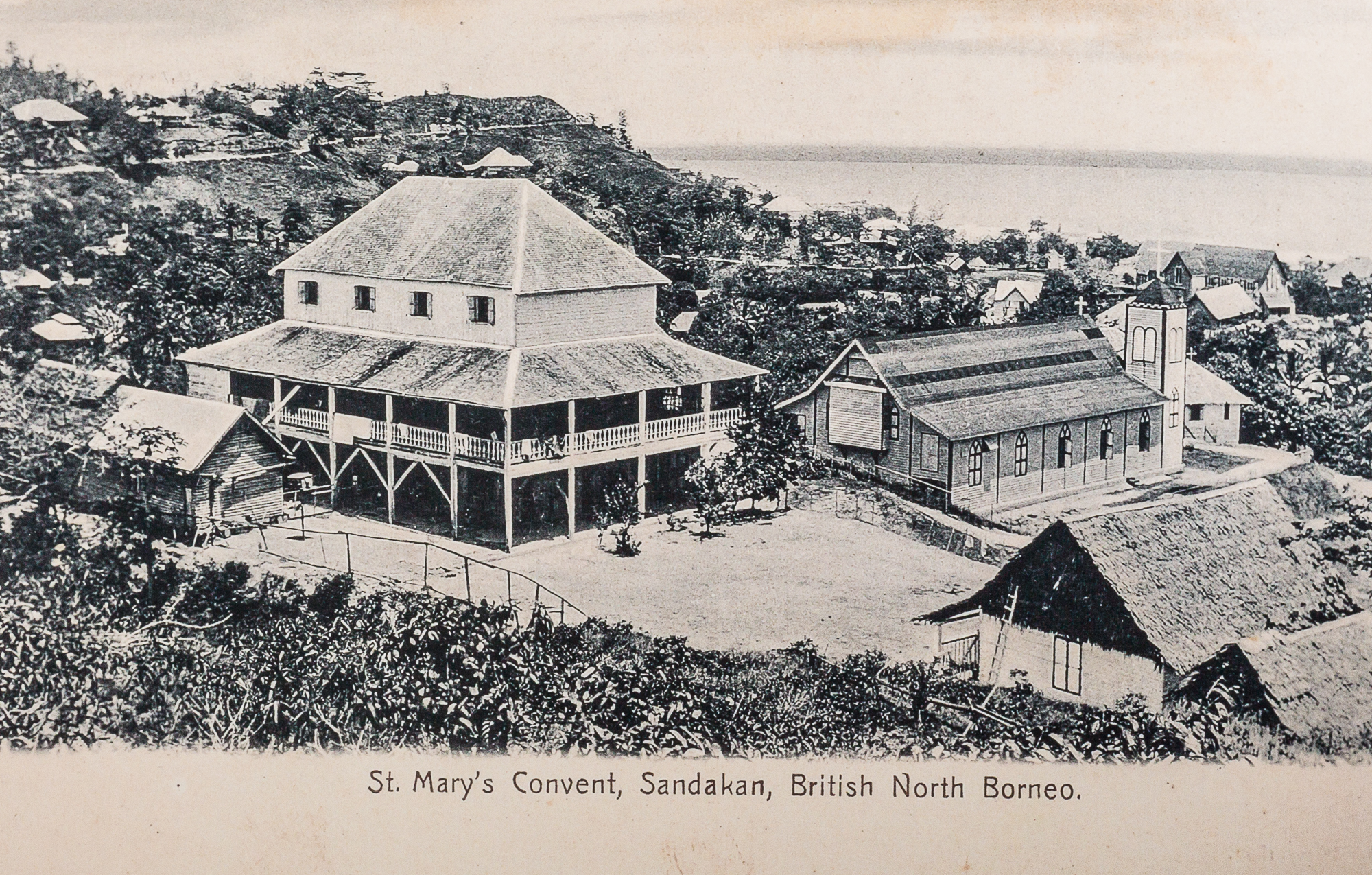
Die ehemalige Kirche St. Mary und das Konventsgebäude im Jahr 1908

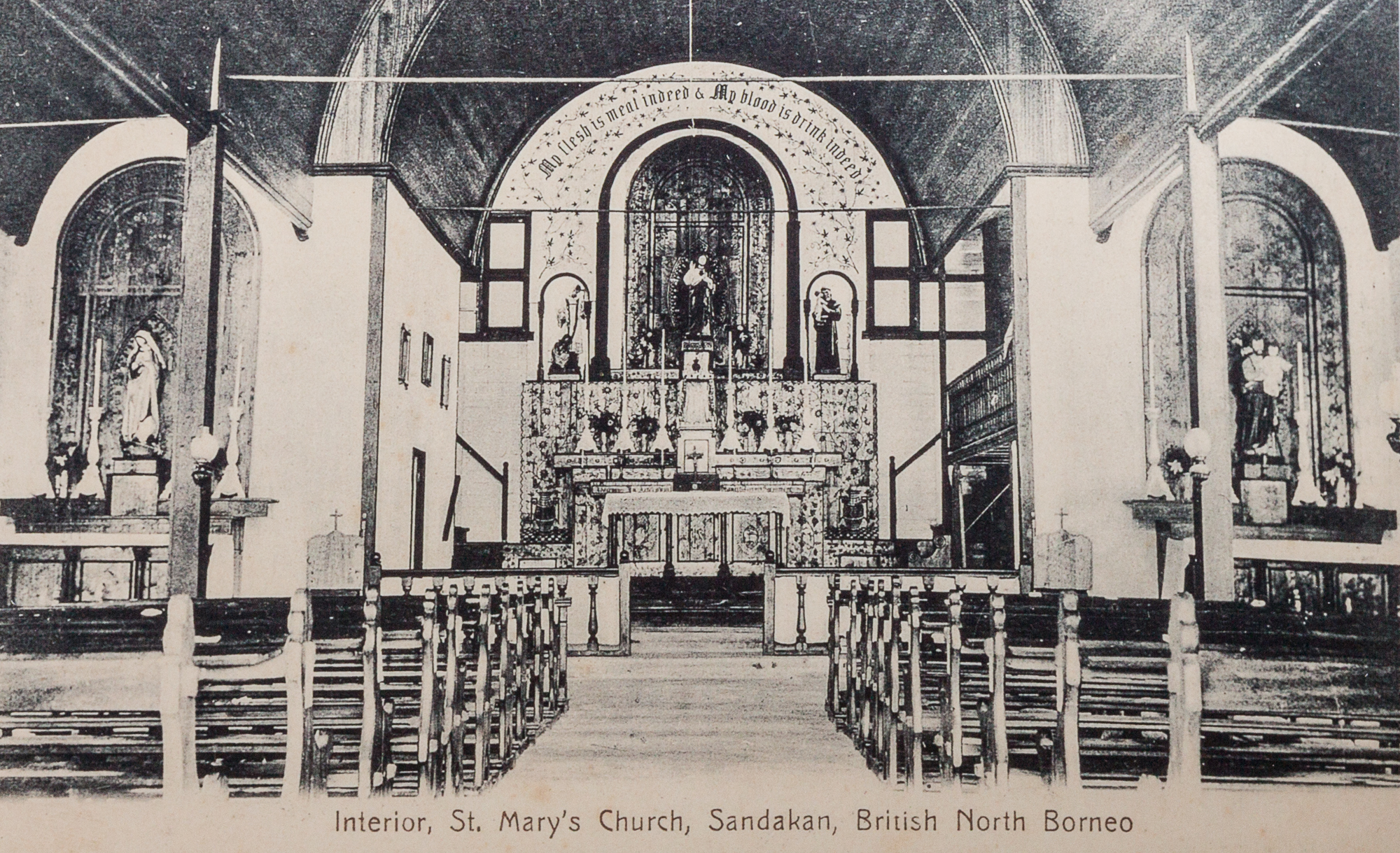
Innenansicht der im Krieg zerstörten Marienkirche.

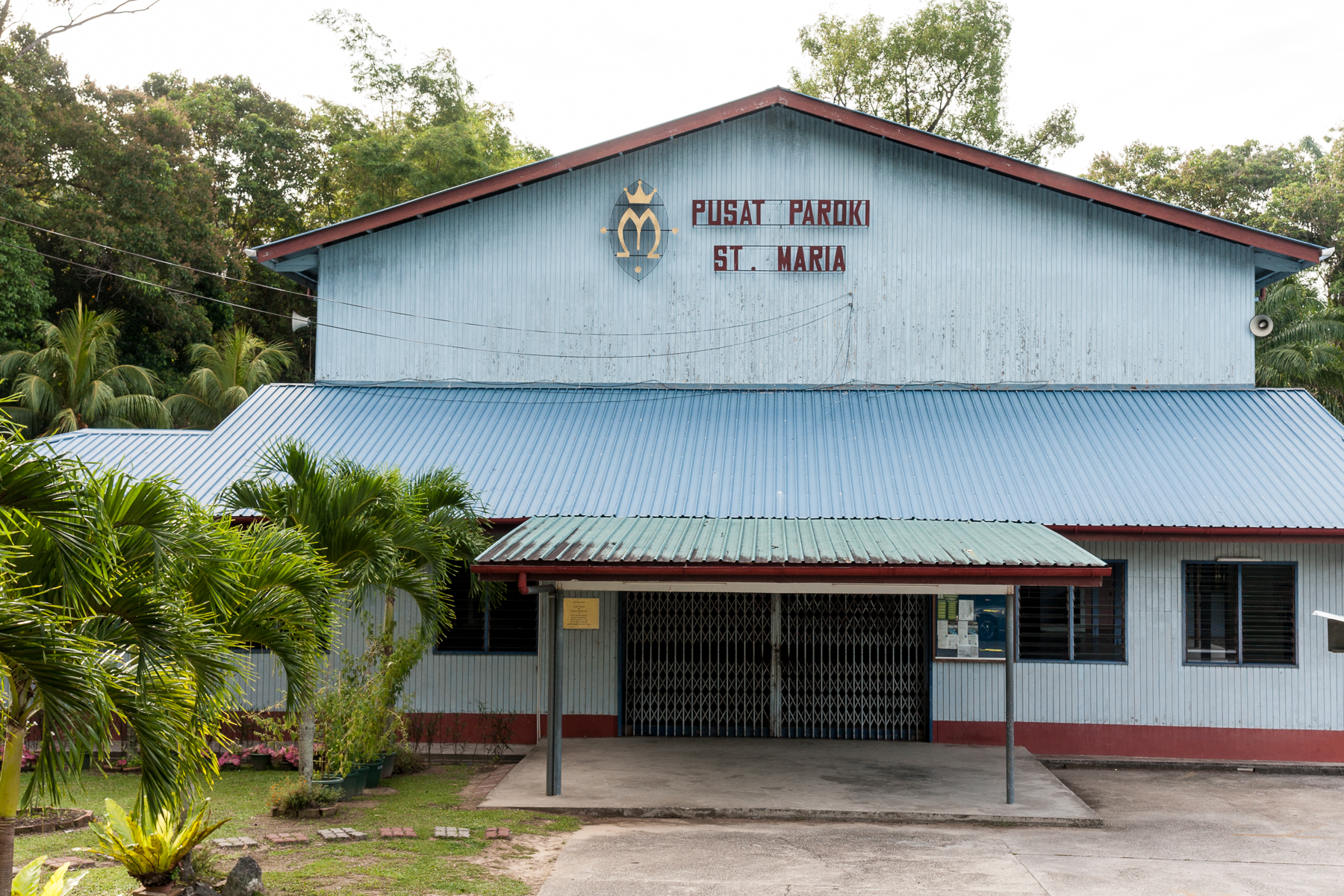
Gemeindezentrum an der Kirche

St. Mary’s Cathedral oder kurz St. Mary ist eine römisch-katholische Kirche in der malaysischen Stadt Sandakan im Bundesstaat Sabah im Norden Borneos. Der Bau der heutigen Kirche geht auf den Geistlichen Fr Mulders zurück, der auch Prinzipal der neben der Kirche stehenden St. Mary’s School war. Seit der Gründung des Bistums Sandakan 2007 ist die Marienkirche dessen Kathedrale.

## Geschichte
Im Jahr 1881 begann die Missionsgesellschaft vom hl. Joseph von Mill Hill ihre Tätigkeit in Borneo. Zunächst wurden Missionsstationen in Kuching, Singhi, Kanowit und Labuan errichtet. Nach der Lizenzierung ihrer Missionsarbeit durch die North Borneo Chartered Company im Juli 1882 folgten Stationen in Putatan, Kuala Penyu und Sandakan. Schon vor der offiziellen Aufnahme des Missionsbetriebes war Fr Thomas Jackson gegen Ende 1881 nach Sandakan gekommen, um die Vorbereitungen zur Eröffnung einer katholischen Mission zu koordinieren. Sofort nach der Inaugurationsfeier der Chartered Company im Mai 1882 erwarb er nahe der Stadtgrenze von Sandakan zwei Hektar Land. Die Missionare legten ihren Schwerpunkt allerdings zunächst auf die Errichtung einer Schule. Das erste Schulgebäude der St. Mary School wurde bereits am 24. Juli 1883 auf dem Platz der heutigen Kirche eröffnet.
Bis nach dem Zweiten Weltkrieg betrieb die Ordensgemeinschaft der Mill-Hill-Missionare in Sandakan eine dreischiffige Kirche samt Kirchturm auf ihrem Gelände. Die unterhalb des Konventsgebäudes am Hang gelegene Kirche wurde im Jahr 1904 fertiggestellt. Diese Kirche wurde während des Krieges komplett zerstört.
Mit der Ankunft von Fr Anthony Mulders im Jahr 1952 erlebte das Areal der Missionsgesellschaft eine vollständige Umgestaltung. Nach der Errichtung eines neuen Klassenzimmerkomplexes für die St. Mary’s Primary School begann Mulders mit der Errichtung der St. Mary’s Church. Viele Bauarbeiten fanden in Eigenleistung der Missionare und auch unter Nutzung der Arbeitskraft der Internatsschüler statt. Die Kirche war so großzügig konzipiert, dass sie auch heute noch die größte christliche Kirche in Sandakan ist. Gleich hinter der Kirche errichtete Mulders das Pfarrhaus.
Die Eröffnung und Weihe der Kirche fand 1961 durch Bischof James Buis statt.
Durch die Erhebung Sandakans zum Bischofssitz und die Weihe von Bischof Julius Dusin Gitom am 15. Oktober 2007 wurde gleichzeitig die Church St. Mary’s zur Kathedrale St. Mary’s Cathedral.

## Mariengrotte
Vor der Kirche wurde in den Felsen eines nahen Hügels die Mariengrotte Grotto to Our Lady the Virgin Mary im Stil der Lourdesgrotte errichtet und 1987 fertiggestellt.

## Kapelle
An der Rückseite der Kirche befindet sich eine kleine Kapelle. Sie wurde gegen Ende 1999 fertiggestellt.

## Geistliche an St. Mary’s
Folgende Geistliche arbeiteten seit 1882 in der Kirchengemeinde St. Mary’s Sandakan:
| Von        | Bis       | Gemeindepriester    | Assistenz durch                      |
| ---------- | --------- | ------------------- | ------------------------------------ |
| Mai 1882   | –         | Msgr. Jackson       |                                      |
| –          | –         | Fr. A Prenger       |                                      |
| –          | –         | Fr. Pundleider      |                                      |
| Juli 1886  | –         | Fr. J. Byron        |                                      |
| Sept. 1887 | –         | –                   | Fr. B.Kurz                           |
| März 1888  | –         | –                   | Fr. F. Dibona                        |
| Apr. 1888  | –         | –                   | Fr. Verbrugge                        |
| Nov. 1889  | –         | –                   | Fr. J. Rientjes                      |
| Nov. 1893  | –         | –                   | Fr. A. Reyffert                      |
| Mai 1898   | –         | Fr. J. Roeck        | –                                    |
| Juli 1898  | –         | Fr. C. Keet         | –                                    |
| 1900       | –         | Fr. C. de Vette     | –                                    |
| 1906       | –         | Fr. N.Smeele        |                                      |
| 1907       | –         | Fr. A. Keyser       | Fr. W. Van Mens                      |
| 1908       | –         | Fr. Hopfgartner     | Fr. A. Willems                       |
| 1909       | –         | –                   | Fr. A. Luppes                        |
| 1913       | –         | Fr. J. Unterberger  |                                      |
| 1913       | –         | Fr. Luppes          | Fr. Morris                           |
| Aug. 1915  | –         | –                   | Fr. H. Janssen                       |
| 1918       | –         | –                   | Fr. J. Staal                         |
| 1920       | –         | Fr. Stotter         | Fr. Luppes                           |
| 1921       | –         | –                   | Fr. C. Epping                        |
| 1924       | –         | Fr. W. Van Odijk    | –                                    |
| Dez. 1925  | –         | –                   | Fr. T. Dalaney                       |
| 1927       | –         | Fr. B. J. Davis     | –                                    |
| 1929       | –         | Fr. L. M. Parson    | –                                    |
| Apr. 1949  | Juli 1899 | Fr. J. Ma Klyn      | –                                    |
| 1952       | 1970      | Fr. Anthony Mulders | Fr. J. V. Haaren / Fr. Peter Windram |
| 1971       | –         | Fr. V. D. Schoor    | –                                    |
| Apr. 1972  | –         | Fr. Thomas Sham     |                                      |
| Jan. 1978  | –         | Fr. John Lee        |                                      |
| Juli 1980  | Okt. 1984 | Fr. A. Tung         | –                                    |
| Okt. 1984  | Nov 1999  | Fr. Tobias Chi      | Fr. John Mansor / Bruno / Thomas Yip |
| Nov. 1999  | Jun 2001  | Fr. Francis Tsen    | Fr. Thomas Yip                       |
| Juli 2001  | –         | Fr. Francis Tsen    | Fr. Saimon William                   |
| Dez. 2004  | Nov 2005  | Fr. Simon Kontou    | Fr. Saimon William                   |
| Dez. 2005  | Okt. 2006 | Fr. Simon Kontou    | Fr. Saimon William / Paul Lo         |
| Nov. 2006  | März 2008 | Fr. Simon Kontou    | Fr. Paul Lo                          |
| Juli 2008  |           | Fr. Thomas Makajil  | Fr Paul Lo                           |